# H3N2
A H3N2 az A típusú influenza egyik altípusa. Madarakat és emlősöket egyaránt megfertőz. A madarakban, sertésekben és emberekben számos törzzsé mutálódott. 
A legutóbbi tíz évben gyakrabban fordult elő, mint a H1N1, a H1N2, illetve a B típusú influenza. (Ennek azért van jelentősége, mert a szezonális influenza elleni vakcinákat úgy állítják össze, hogy megtippelik a H1N1, a H3N2, a H1N2 és az influenzavírus B mutánsainak a szezonban várhatóan előforduló arányait.) Ellenálló képessége a sztenderd vírus elleni szerekre, az amatadinra és a rimantadinra az 1994-es egy százalékról 2003-ra 12 százalékra, 2005-re 91 százalékra nőtt.

## A szezonális H3N2 influenza
A szezonális H3N2 influenza olyan emberi influenza, amelynek vírusa némileg különböző az előző szezon vírusától. A szezonális influenzavírusok általában Kelet- és Délkelet-Ázsia járványaiból erednek, majd körbecsörgedeznek a Földön, mielőtt terjedésük lecseng. A vírus forrásának meghatározása segít a virológusoknak abban, hogy jobban megjósolják, melyik vírusok okozzák a következő év megbetegedéseit. Az Egészségügyi Világszervezet (WHO) Nemzetközi Influenzafigyelő Hálózata (angolul) Global Influenza Surveillance Network) 13 ezer, 2002 és 2007 közt hat kontinensről gyűjtött H3N2 vírus mintát elemezve arra jutott, hogy a H3N2 új törzsei hat-kilenc hónappal előbb jelentek meg Kelet- és Délkelet-Ázsiában, mint bárhol máshol. A törzsek ezt követően először Ausztráliát és Új-Zélandot érik el, majd Észak-Amerikát és Európát. Az új variánsok Dél-Amerikát tipikusan további 6-9 hónapos késéssel érték el.

## Külső hivatkozások
- Influenza Research Database Database of influenza sequences and related information

## Fordítás
- Ez a szócikk részben vagy egészben  az   Influenza A virus subtype H3N2 című angol Wikipédia-szócikk ezen változatának fordításán alapul.  Az eredeti cikk szerkesztőit annak laptörténete sorolja fel. Ez a jelzés csupán a megfogalmazás eredetét és a szerzői jogokat jelzi, nem szolgál a cikkben szereplő információk forrásmegjelöléseként.